# Territori oscuri
Territori oscuri (The Dark Fields, riedito come Limitless nel 2011) è un romanzo thriller tecnologico del 2001 dello scrittore irlandese Alan Glynn.

## Trama
Eddie Spinola è un redattore pubblicitario in una piccola casa editrice di New York. Dopo l'incontro casuale con il suo ex cognato spacciatore, inizia ad usare l'MDT-48, un farmaco sperimentale che accresce in modo esponenziale la sua intelligenza, creatività e capacità di apprendimento. Nel frattempo il cognato è ucciso ma Eddie riesce a procurarsi la sua scorta di pastiglie che gli consentirà di cambiare vita. Tuttavia la droga presenta effetti collaterali come amnesie che durano più ore, difficoltà a concentrarsi se non si è assunto il farmaco, debolezza fisica e forti emicranie.
Dopo aver provato più modi di far soldi, decide di giocare in borsa e si fa prestare una grossa somma di denaro da un membro della mafia russa. Casualmente il mafioso ruba ad Edward una pastiglia e poi lo minaccia per averne una fornitura settimanale. Nel frattempo le capacità di speculare in borsa attirano l'attenzione dei media e degli addetti al settore, tra cui Carl Van Loon, un finanziere che sta seguendo una importante fusione tra due grandi società. Spinola diventa un consulente speciale di Van Loon e la fusione va in porto.
In fuga da polizia e creditori, di fronte alla morte a causa del ritiro del farmaco, che non può più permettersi, la sua nuova carriera in finanza si interrompe.

## Edizioni
- Alan Glynn, Territori oscuri, Rizzoli narrativa, Rizzoli, 2011, ISBN 978-88-17-05173-6.